# Борискович, Владимир Григорьевич
Владимир Григорьевич Борискович (1905 — 1987) — художник театра, график.

## Биография
Родился в 1905 году в Петербурге. Учился во Вхутеине (АХ) (1921—1923), в ГОТОБЕ
(1920—1924) у А. Я. Головина и А. И. Савинова. Участник выставок с 1927 года. С 1924 года начал самостоятельно работать в театрах. До 1941 года оформлял спектакли в оперной студии Ленинградской консерватории для Академического театра драмы им. А. С. Пушкина. Старейший член ЛОСХа с 1933 года. Сочетал творческую работу с общественной деятельностью.
В годы Великой Отечественной войны находился в блокадном Ленинграде. В 1942 году был художником-постановщиком оперетты «Лесная быль» в театре Музкомедии, оформлял постановки фронтового ансамбля песни и пляски. В 1943 году был призван в действующую армию рядовым. Воевал на Ленинградском фронте. Участвовал в боях на Ораниенбаумском платцдарме. Получил тяжелое ранение и был демобилизован.
В 1944—1946 гг. создал серию рисунков «Пейзажи войны», работать над которыми начал в госпитале после ранения. В 1944—1946 гг. выполнил серию черно-белых автолитографий «Ленинград. 1942», состоящую из 12 листов, частично представленную в Музее обороны и блокады Ленинграда. В 1950-е годы создал серию эстампов, запечатлевшую возрожденные после войны парки городов Пушкина, Павловска и Ленинграда.